# Михайло Ярославич
Михайло Ярославич (рос. Михаил Ярославич; бл. 1271 — 1318) — князь тверський у 1282/1285—1318 роках (як Михайло I), великий князь Володимирський у 1304—1318 роках (як Михайло III), князь новгородський у 1309—1314 і 1315—1316 роках. Канонізовано у 1549 році.

## Життєпис

### Князь Тверський
Молодший син Ярослава Ярославича, великого князя володимирського і князя тверського, та його другої дружини Ксенії, доньки новгородського боярина Юрія Михайловича. Народився вже після смерті батька у 1271 році. До 1285 року після смерті брата Святослава став князем Тверським. Успадкував складні відносини з Андрієм і Дмитром Олександровичами, що боролися за велике князівство Володимирське. Зрештою підтримав останнього.
У 1293 році Андрій з ординським нойоном Туданом знову рушив проти Дмитра. При цьому баскак Токта-Тимур сплюндрував частину тверських земель. Михайло перейшов на бік ростовско-ярославських князів, колишніх союзниками Андрія Олександровича в його боротьбі проти старшого брата Дмитра. Для зміцнення союзу пошлюбив доньку ростовського князя Дмитра Борисовича. Того ж року надав прихисток Дмитру Олександровичу й погодився навіть бути посередником між двома братами. За допомогою тверського єпископа йому удалось примирити їх: Дмитро Олександрович відмовився від великого княжіння на користь брата, але залишив собі своє улюблене питоме місто Переяславль-Заліський, а Андрій Олександрович став великим князем Володимирським.
У 1295 році Михайло Ярославич уклав союз з Новгородською республікою військово-політичний союз. 1296 року відправив підкріплення Переяславу-Залеському, який намагався захопити великий князь Андрій Олександрович. За цих надав прихисток біженцям з Переялавського князівства, що тікати від постійних нападів ординців й Андрія Олександровича.
У 1300 році долучився до походу північноруських князів на чолі із Андрієм Олександровичем проти шведської фортеці Ландскрони, що загрожувало інтересам Новгороду. Втім тверській князь не встиг взяти участь в облозі, оскільки фортецю було захоплено до цього.
У 1301 році брав участь в Дмитрівському з'їзді князів, де домовлено було припинити міжусобні війни. Але перед від'їздом Михайло погиркався з Іваном Дмитровичем, князем Переяславським.
У 1304 році відповідно до заповіту померлого Андрія Олександровича стає великим князем Володимирським. Але претензії свої висунув московський князь Юрій Данилович. Для вирішення суперечки Михайло і Юрій поїхали на суд до хана Токти. У 1305 році ярлик на князювання Володимиром отримав Михайло.

### Великий князь Володимирський
У листуванні між Михайлом і константинопольським патріархом Ніфонтом I, що відбулася в 1310—1314 роках, використано звернення «великий князь всієї Русі». Це перший відоме використання такого звернення на адресу правителів Північної Русі. Висувається гіпотеза, що титул «всія Русі» був прийнятий в 1305 році, за аналогією з ім'ям православних ієрархів. Михайло став першим князем, якому було доручено збирати в Орду данину з тієї частини Русі, яка була підвладна великому князю володимирському, окрім Рязанського князівства.
Також після смерті у 1305 році митрополита Максима почалася боротьба за вплив на церкву, в якій Михайло Ярославич загалом програв — митрополитом став галицький єпископ Петро, а не тверський — Геронтій.
Невдовзі вимушений протистояти Юрію Даниловичу, який фактично не визнав авторитету Михайла Ярославича. Боротьба між ними відбувалася за уділи — Переславль-Залеський, Кострома, Городець і Нижній Новгород в 1311—1312 роках, за вплив на Новгородську республіку.
1309 року був визнаний новгородським князем. 1310 року ініціював Переяславський собор з метою відсторонення митрополита Петра під посади. В цьому Михайлу Ярославичу допомагав Андрій, єпископ Твері. Але на соборі Петра було виправдано. Того ж року звів нову фортецю Корела (замість зруйнованої) для захисту північних кордонів Новгородської республіки. 1312 року великий князь Тверський погиркався з новгородцями через намір збільшити свою владу. У відповідь організовував продовольчу блокаду в Торжку в 1312 році. У 1314 році новгородці невдоволені слабкими діями тверських намісників у відповідь на повстання карелів та вторгнення ливонців, запросили на князювання Афанасія Даниловича (брата Юрія Даниловича Московського). У відповідь тверське військо завдало поразки новгородському біля Торжка, але Михайло Ярославич не зміг захопити власне Новгород. Також у 1305 і 1308 роках Михайло намагався захопити Москву, але без успіху. Їх протистояння також було обумовлено не сприйняттям Михайлом проординської позиції Юрія.
1315 року новий хан Узбек підтвердив права Михайла Ярославича на велике князівство Володимирське. Останній за допомогою ординських військ того ж року завдав поразки новгородцям, відновивши свою владу князя, захопивши князя Федора Юрійовича Ржевського (намісника Афанасія Даниловича). В результаті Михайло зміг посилити владу над Ржевським князівством, яке передав Федору Костянтиновичу. небожу Федора Юрійовича. Але вже у 1316 році відбувся новий конфлікт з Новгородом, під час якого тверське військо зазнало невдачі.
1317 року ситуація змінилася, коли князь Юрій Данилович Московський одружився з сестрою хана — Кончакою, а слідом за цим отримав ярлик на велике князівство Володимирське. Під Костромою Михайло Ярославович без бою поступився великим князівством Юрію, що привів ординське військо. Але незабаром той переконав ординського темника Кавгадия підкорити Тверське князівство. Але під Торжком тверське військо завдало поразки новгородцям, що прийшли на допомогу ординцям. За цим у вирішальній битві біля Бортенево завдав рішучої поразки московсько-ординському війську, захопивши дружину московського князя (померла в тверському полоні).
У 1318 року Михайла та його суперника Юрія було викликано на суд до хана. Тут Михайла Ярославича було визнано винним, головним чином через смерть ханської сестри. Через місяць після довгих тортур Михайла було вбито ординцями і московитами. Лише 1319 року його тіло було відправлено до Твері, де поховано в Спасо-Преображенському соборі. Владу спадкував його син Дмитро.

## Родина
Дружина — Анна, донька князя Дмитра Борисовича Ростовського
Діти: 
- Дмитро (1299—1326), великий князь тверський і володимирський
- Феодора (1300—д/н)
- Олександр (1301—1339), великий князь тверський і володимирський
- Костянтин (д/н—1345), великий князь тверський
- Василь (д/н—1368), великий князь тверський